# Blunted on Reality
Blunted on Reality – pierwszy album grupy The Fugees, wydany w roku 1994.

## Lista utworów
1. „Introduction” – 1:13
2. „Nappy Heads” – 4:29
3. „Blunted Interlude” – 1:22
4. „Recharge” – 5:11
5. „Freestyle Interlude” – 1:07
6. „Vocab” – 5:02
7. „Special News Bulletin Interlude” – 0:20
8. „Boof Baf” – 5:09
9. „Temple” – 4:02
10. „How Hard Is It?” – 3:52
11. „Harlem Chit Chat Interlude” – 0:49
12. „Some Seek Stardom” – 3:43
13. „Giggles” – 4:20
14. „Da Kid from Haiti Interlude” – 0:59
15. „Refugees on the Mic” – 4:57
16. „Living Like There Ain't No Tomorrow” – 4:01
17. „Shout Outs from the Block” – 9:16
18. „Nappy Heads” – 5:22

## Twórcy
- Wyclef Jean – wokal, producent, gitara akustyczna, bas, aranżer
- Lauryn Hill – wokal
- Pras Michel – wokal